# Chita da Silva
Chita da Silva é um personagem das histórias em quadrinhos Disney.
É a macaca de estimação do Pena das Selvas, variante do Peninha.
Baseado na personagem Chita, macaca de estimação do Tarzan. A Chita original só aparece nos filmes e não no livro ou outros formatos de mídia. O nome também é um jogo de palavras com Chica da Silva.
Criada no Brasil, em 1979, com a história Perigos da Selva, por Carlos Edgard Herrero.
É também a primeira história publicada do Pena das Selvas. Participa de 22 histórias em quadrinhos, todas publicadas no Brasil, pela Editora Abril.